# Moerteelt
Moerteelt is het kunstmatig kweken uit daartoe speciaal uitgebouwde larvecellen van bijenkoninginnen.
Moerteelt is een term die weinig gebruikt wordt. Tegenwoordig spreekt men van koninginneteelt. Het doel van de koninginneteelt is het eenvoudig verkrijgen van jonge, vitale koninginnen die gunstige kenmerken doorgeven aan het bijenvolk. De koningin bepaalt in een volk of dit stekerig (sterk defensief) is, goed honing haalt enz.
Om koninginnen te telen is het essentieel dat een bijenvolk de indruk heeft dat het een nieuwe koningin nodig heeft. Alleen dan zullen de werksters een larfje zo vaak gaan voederen dat het larfje uitgroeit tot een koningin in plaats van tot een werkbij.
Een oude methode is om een volk "moerloos" te maken (de koningin verwijderen). De bijen zullen dan op larfjes moerdoppen gaan aantrekken. Nadeel van dit systeem is dat de straks uitlopende jonge koninginnen het volk verlaten en dan (als het volk dat wil) zwermen veroorzaken. Een ander nadeel is dat de imker niet precies weet wanneer de jonge koninginnen uitlopen. Tegenwoordig telen de meeste imkers hun koninginnen in kunststof dopjes met larfjes die genomen worden van raszuivere koninginnen, ze weten precies wanneer die jonge moeren geboren worden en nemen maatregelen om te verhinderen dat er gezwermd wordt of dat de jonge moeren elkaar gaan afmaken. Vooruitstrevende imkers passen zelfs kunstmatige bevruchting toe zodat zowel de afstamming van moeder als van de vader(s) gekozen kan worden.